# 岩城潤子
岩城 潤子（いわき じゅんこ、1966年2月28日 - ）は、毎日放送の社員で、同局の元アナウンサー。岩城は旧姓で、同局への入社後に結婚したため、現在の本名は小林 潤子（こばやし じゅんこ）である。　

## 来歴・人物
京都府京都市の出身で、上智大学外国語学部卒業後の1988年に、毎日放送へアナウンサーとして入社。同期入社のアナウンサーは加藤康裕で、アナウンサー以外の同期生にテレビ番組プロデューサーの本郷義浩と中野伸二がいる。ちなみに入社が内定していた1987年に、同期の加藤と共に『クイズダービー』（毎日放送が加盟するJNNの基幹局・TBS制作の全国ネット番組）に出場したことがある。
毎日放送への入社2年目の1989年10月から、『MBSナウ』（当時平日の夕方にテレビで放送されていた関西ローカルのワイドニュース）のキャスターに抜擢。1983年から毎年12月の第1日曜日に大阪城ホールで開催されている『サントリー1万人の第九』では、1992年から1999年まで司会を務めた。通算8回の司会は、2019年の第37回公演終了時点で、毎日放送の現役アナウンサー（担当時点）としては（男性を含めて）歴代最多である。その一方で、『板東英二のわがままミッドナイト』（土曜日の深夜に生放送のテレビ番組）では板東英二、『すみからすみまで角淳一です』（平日午後の生ワイド番組）では当時の上司・角淳一のアシスタントを務めた。
2000年10月の人事異動で、アナウンサー室から報道部へ配属。以降も、制作部、人事局人事部、総務局総務部などへ異動している。
夫は同僚（毎日放送社員）の小林亮（京都大学出身）で、岩城のアナウンサー時代に結婚。2020年6月17日までラジオ局長と関連会社・MBS企画（えむき）の取締役を兼務した後に、翌18日に岩城の古巣であるアナウンサー室の室長へ着任した。

## アナウンサー時代の担当番組

### テレビ
- MBSナウ
- あどりぶランド
- 板東英二のわがままミッドナイト
- 毎日放送開局40周年記念特別番組（1990年9月）
- ちちんぷいぷい

### ラジオ
- すみからすみまで角淳一です